# Стерлитамакский нефтехимический завод
АО «Стерлитамакский нефтехимический завод» (АО «СНХЗ») — предприятие в городе Стерлитамак, специализирующееся на производстве каучуков, ионола, авиационного бензина.

## История
Стерлитамакский нефтехимический завод был основан в 1958 году как опытное подразделение Стерлитамакского завода синтетического каучука. Днём основания предприятия считается 28 декабря 1963 года — именно в этот день впервые в СССР на СНЗ была получена первая партия изопренового каучука типа СКИ-3. В 1966 году опытное производство было выделено в самостоятельное предприятие, которое получило название «Опытно-промышленный завод СКИ-3».
В 1967 году на предприятии было освоено производство низкомолекулярных каучуков, а в 1970 году — светлого фенольного антиоксиданта Агидол-1 и отвердителя для эпоксидных смол изометилтетра-гидрофталевый андигидрид. В 1976 году завод был переименован в «Опытно-промышленный нефтехимический завод», а в 1991 году получил современное название.
с 25 марта 2011 года предприятие входит в состав Группы компаний "ТАУ".
11 августа 2011 года управление предприятием осуществляет ООО Управляющая компания «ТАУ НефтеХим». 
В 2016 году в рейтинге крупнейших экспортёров Урала и Западной Сибири «Уральский экспорт-100» по версии журнала «Эксперт» ОАО "СНХЗ" занял 27 место.
В 2017 году компания запустила производство авиационного бензина.
В сентябре 2021 года произошло изменение организационно-правовой формы на непубличное акционерное общество (АО).